# Magnus Wilhelm von Düben
Magnus Wilhelm von Düben, född 1814, död 1845 i Lund, var en svensk friherre och naturforskare. 
Magnus Wilhelm von Düben var son till kaptenen friherre Ulrik Wilhelm von Düben och Catharina Flinck, Bureättling via fadern och kusin till Gustaf von Düben.
von Düben blev 1835 filosofie magister, docent i botanik 1838 och adjunkt i zoologi 1843, allt vid Lunds universitet. Düben har utgett Handbok i vextrikets naturliga familjer (1841), i vilken första gången Elias Fries naturliga system utförligt behandlas. Därutöver utgav han flera zoologiska skrifter, delvis baserade på det rika material han insamlade under en resa i Norge 1843-44, såsom Öfversigt af Skandinaviens Echinodermer (1844) som han publicerade med zoologen Johan Koren ved Bergens museum.